# Kōhei Tokita
Kōhei Tokita (jap. 土岐田 洸平 Tokita Kōhei; ur. 16 marca 1986) – japoński piłkarz występujący na pozycji pomocnika. Obecnie występuje w FC Machida Zelvia.

## Kariera klubowa
Od 2008 roku występował w klubach Omiya Ardija, Oita Trinita i FC Machida Zelvia.